# Ряска мала
Ряска мала (Lemna minor L.) — багаторічна трав'яниста рослина підродини ряскових родини кліщинцевих. Корінці ниткоподібні. Стебло має вигляд маленької зеленої пластинки, що плаває на воді. Листки нерозвинені. Квітки редуковані, одностатеві, в суцвіттях з двох тичинкових і однієї маточкової квіток, розташованих біля основи пагонів у бічній кишені; маточкові квітки мають одну маточку, тичинкові — з однією тичинкою. Цвіте рідко у травні — червні. Плід — горішкоподібний однонасінний. Росте в стоячих водах. Діаметр приблизно 0,5 мм.

## Лікарське використання
Ряску малу використовують у медицині. Лікарськьку сировину заготовлюють протягом літа. Рослина містить флавоноїди, антоціани, мікро- та макроелементи (йод, нікель, мідь, марганець, кобальт, титан, ванадій, бром, магній, кальцій, бор). Галенові препарати ряски мають антимікробні, жарознижувальні, протизапальні, десенсибілізуючі, відхаркувальні, сечогінні властивості. Застосовують при кропивниці, вітіліго, бронхіальній астмі, артритах, запаленнях слизових оболонок дихальних шляхів, набряках, грипі.